# 黄臀鹎
黄臀鹎（学名：Pycnonotus xanthorrhous）为鹎科鹎属的鸟类。分布于缅甸、老挝、越南以及中国大陆的甘肃、陕西、河南、长江流域以南、西至四川、西藏、云南以东大陆地区等地，多见于海拔约2500米以下的平坝、低山至中山带的沟谷林、混交林和次生阔叶林缘，也见于灌木丛、稀树草丛、草地灌丛、针竹混交林或竹丛中以及或活动于村寨农田附近的薮丛中。该物种的模式产地在云南。

## 亚种
- 黄臀鹎华南亚种（学名：Pycnonotus xanthorrhous andersoni）。在中国大陆，分布于甘肃、陕西、河南、长江流域下游以南的华南地区、西至四川、云南以东地区等地。该物种的模式产地在湖北宜昌。[2]
- 黄臀鹎指名亚种（学名：Pycnonotus xanthorrhous xanthorrhous）。分布于缅甸、老挝、越南以及中国大陆的西藏、四川、云南等地。该物种的模式产地在云南。[3]

## 保护措施
在中国大陆，黄臀鹎被列入国家林业局2000年8月1日发布的《国家保护的有益的或者有重要经济、科学研究价值的陆生野生动物名录》。